# Android App Bundle
Android App Bundle是開發者將Android应用程序上傳至Google Play时Android应用程序的檔案格式。App Bundle内包含应用程序的已编译代码。Android App Bundle的文件扩展名是“.aab”。 
自2021年8月起，只有Android App Bundle格式的Android应用程序才能上傳至Google Play 。自2023年5月起，只有Android App Bundle格式的Android TV应用程序才能上傳至Google Play。 